# Sette pagode di Mahabalipuram
Con sette pagode di Mahabalipuram ci si riferisce ad un mito che circola in India ed in Europa da oltre 11 secoli. Sette Pagode era anche il soprannome con cui era nota la città indiana di Mahabalipuram (chiamata anche Mamallapuram) dopo che questa venne raggiunta dai primi esploratori europei. Secondo la leggenda in questa zona sorgevano un tempo sette templi dello stesso tipo del Tempio della spiaggia, l'unico sopravvissuto fino ai giorni nostri ed eretto nell'VIII secolo sulle rive del golfo del Bengala.

## Il mito

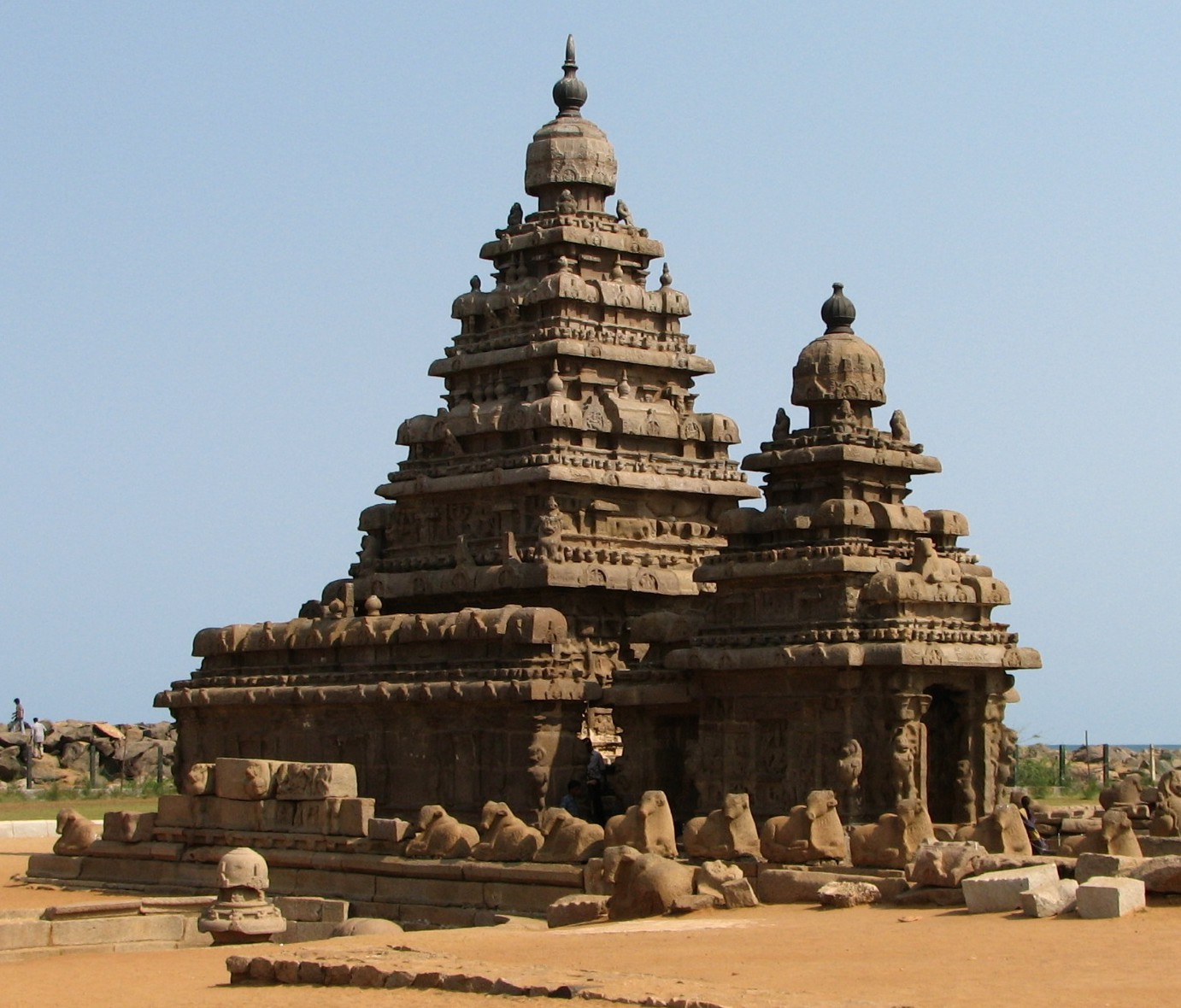
Il Tempio della spiaggia, nei pressi di Mahabalipuram

Un antico mito del brahmanesimo spiega l'origine delle pagode in termini soprannaturali. Il principe Hiranyakasipu si rifiutava di adorare Visnù. Al contrario suo figlio, Prahlada, venerava grandemente Vishnu e criticava aspramente il padre per la sua mancanza di fede. Hiranyakasipu bandì Prahlada dal regno, ma in seguito la sua collera si placò e permise al figlio di tornare. I due cominciarono ben presto a disputare sulla natura di Vishnu e, quando Prahlada affermò che il dio era presente in ogni luogo, compresi i muri della loro casa, il padre diede un calcio ad un pilastro. Subito dal pilastro emerse Vishnu in forma di uomo con testa di leone, e uccise Hiranyakasipu. Prahlada divenne re ed ebbe un figlio chiamato Bali, che fondò Mahabalipuram su questo sito.

## Le prime fonti scritte
Le origini del tempio sono state oscurate dal passare del tempo, dalla totale mancanza di fonti documentali scritte e dal tramandarsi di generazione in generazione della tradizione orale. L'inglese D. R. Fyson, dopo aver soggiornato per numerosi anni a Madras (l'odierna Chennai), scrisse un conciso libello sulla città di Mahabalipuram intitolato Mahabalipuram or Seven Pagodas (Mahabalipuram o Sette Pagode), che nelle sue intenzioni doveva essere un souvenir per i turisti occidentali. In esso egli sosteneva che il sovrano Narasimharavarman I, della dinastia Pallava, fondò oppure allargò di molto la città di Mahabalipuram, più o meno nel 630. Ad oggi tuttavia non ci sono chiare testimonianze archeologiche che attestino se la città sia stata o meno la prima ad essere stata costruita in questa zona.
Circa 30 anni prima della fondazione della città di Narasimharavarman I, il sovrano Mahendravarman I (sempre della dinastia Pallava) aveva dato inizio alla costruzione di una serie di templi scavati nella roccia, seguiti negli anni successivi dalla costruzione di strutture a sé stanti, chiamate rathas in lingua tamil. Oggi nel sito esistono ancora nove rathas. La costruzione di questi due tipi di strutture pare si sia fermata a Mahabalipuram nel 640. Fyson sostiene che le rovine provino che un tempo qui vi fosse un monastero (vihara in tamil), idea adottata seguendo le usanze dei precedenti abitanti della regione, di fede buddhista. Egli suggerisce, sulla base della loro suddivisione in piccole stanze, che le abitazioni dei monaci fossero divise fra i vari rathas della città. L'influenza buddhista è visibile chiaramente nella forma del tempio della spiaggia e nell'architettura di altre costruzioni limitrofe.
Fyson dedicò pocchissimo spazio del suo breve libro al racconto del mito delle Sette pagode. Egli narra come il dio Indra divenne geloso di questa città terrena e la sprofondò durante una tempesta, lasciando fuori dall'acqua il solo tempio della spiaggia. Egli accenna poi al fatto, riportato dagli abitanti locali, secondo cui alcuni degli altri templi sono visibili fra le onde quando essi si spostano al largo a bordo delle loro barche da pesca.

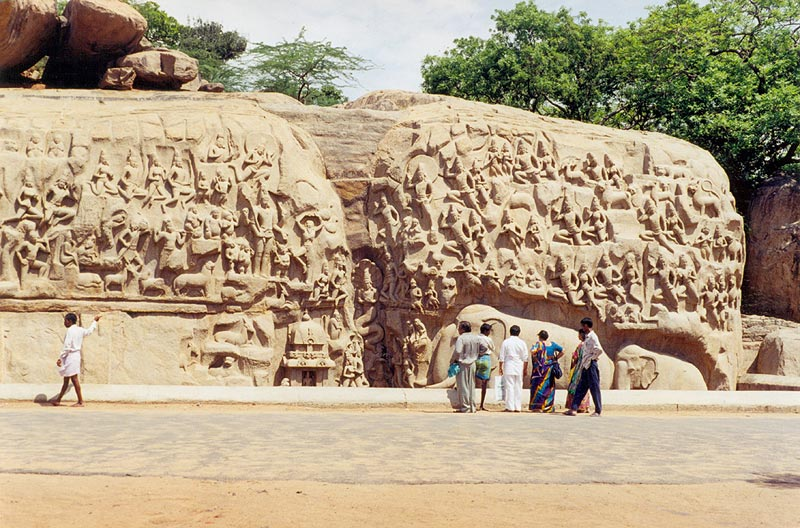
Uno dei grandi bassorilievi di Mahabalipuram, chiamato La discesa del Gange

## Gli esploratori europei
Secondo lo storico indiano Ramaswami uno dei primi esploratori europei che giunse a Mahabalipuram è stato Marco Polo: egli lasciò pochissime notizie del suo viaggio, ma registrò la posizione della città nella sua mappa catalana del 1275. Successivamente molti altri europei accennarono alle sette pagode durante i loro viaggi verso le colonie indiane. Il primo a scriverne fu John Goldingham, un astronomo inglese che visse a Madras fra la fine del XVIII secolo e gli inizi del XIX. Nel 1798 egli scrisse un resoconto della sua visita e della leggenda, narrazione raccolta nel 1869 in un libro da Mark William Carr. Goldingham descrisse principalmente l'arte, le statue e le iscrizioni trovate nel sito archeologico. Egli ricopiò a mano molte delle iscrizioni, includendole nel suo scritto. Egli interpreta la maggior parte delle figure come frutto di simbolismo, discutendo quale significato potessero avere. Va notato che Benjamin Guy Babington, autore di un altro lavoro raccolto nello stesso volume, identifica un gran numero di quelle figure come lettere della lingua telugu.
Nel 1914 J.W. Coombes sostenne che le costruzioni un tempo si trovassero sulle sponde dell'oceano e che le loro cupole di rame servissero come indicazione per i naviganti, grazie alla riflessione della luce solare. Egli sostiene inoltre che i moderni abitanti non sappiano più quante pagode si trovassero lì in origine ma secondo la sua opinione il numero doveva essere circa sette.
Secondo Ramaswami gran parte del merito della diffusione del mito presso gli europei è da ascrivere al poeta Robert Southey, che lo menzionò nel suo poema The Curse of Kehama (La maledizione di Kehama), pubblicato nel 1810. Nel suo poema, riferendosi alla città con un altro dei suoi nomi (Bali, in onore del suo mitico fondatore), Southey dice chiaramente che è visibile più di una pagoda. Egli comunque scrisse numerose storie di impronta romantica aventi come soggetto svariate culture del mondo, come quelle indiane, di Roma antica, del Portogallo, del Paraguay e perfino degli indiani d'America, tutti basati sui resoconti di altri viaggiatori e sulla sua stessa immaginazione.
Ramaswami nota poi che gli europei giocarono un ruolo importante nella riscoperta di Mahabalipuram poiché, prima del loro arrivo agli inizi del periodo coloniale, quasi tutti i monumenti minori della città si trovavano sepolti sotto la sabbia, parzialmente o interamente. I coloni e i loro familiari liberarono dalla sabbia le strutture e, una volta che gli archeologi inglesi ebbero realizzato la vastità e la bellezza delle rovine verso la fine del XVIII secolo, mandarono a studiarle famosi ed esperti studiosi dell'antichità, come Colin Mackenzie.

## Le prove mancanti

Un'animazione che mostra l'estensione del maremoto del 26 dicembre 2004

Prima dello tsunami del 26 dicembre 2004 ogni prova addotta a sostegno dell'esistenza delle sette pagode di Mahabalipuram era basata su ben pochi fatti concreti e più su racconti tramandati nel tempo che su fatti verificati. L'esistenza del Tempio della spiaggia, dei templi più piccoli e delle rathas suggeriva l'idea che quest'area avesse una significativa importanza religiosa, ma l'unica prova sopravvissuta fino a noi era una rappresentazione dei sette templi risalente alla dinastia Pallava. Nel suo libro del 1993 Ramaswami scrive che una civiltà di 2.000 anni, 40 monumenti sopravvissuti fino a noi (fra cui due bassorilievi di dimensioni gigantesche) e le leggende che affondano le loro radici nell'antichità e che si sono sparse per l'Europa e l'Asia meridionale, tutto ciò ha fatto sì che le persone si costruissero il mistero di Mahabalipuram. Egli scrive esplicitamente che non c'è nessuna città nascosta sotto le onde al largo di Mahabalipuram e che il soprannome europeo dato alla città, Sette Pagode, è assolutamente irrazionale e privo di fondamento.
Tuttavia nel 2002 alcuni archeologi decisero di esplorare le zone al largo della costa di Mahabalipuram, poiché numerosi pescatori sostenevano di aver intravisto delle rovine in fondo al mare durante la loro attività. Questo progetto fu una cooperazione fra un gruppo indiano ed uno britannico e, semisepolti sotto la sabbia, trovò i resti di mura ad una profondità compresa fra i 5 e gli 8 metri, ad una distanza dalla costa compresa fra i 500 e i 700 metri. L'aspetto dei resti suggerisce che essi appartengano non ad una sola struttura, ma a numerosi templi. Gli archeologi li hanno datati alla dinastia Pallava, più o meno nel periodo dei due sovrani Mahendravarman I e Narasimharavarman I. Il gruppo, dopo gli studi del 2002, decise che il sito meritava un ulteriore approfondimento poiché probabilmente sotto la sabbia si celavano altre strutture.

## Lo tsunami
Subito prima del disastroso tsunami che il 26 dicembre 2004 spazzò tutto l'Oceano Indiano l'acqua nei pressi di Mahabalipuram si ritrasse di circa 500 metri, un effetto ben noto che si verifica immediatamente prima che un tale evento si abbatta sulla costa. I turisti e i residenti che videro di persona il fatto dalla spiaggia sostennero successivamente di aver visto emergere dall'acqua una lunga e dritta fila di grandi rocce. Ovviamente lo tsunami si abbatté sulla costa e l'acqua dell'oceano ricoprì immediatamente tutto, ma secoli di sedimenti che avevano ricoperto le strutture erano stati spazzati via. Addirittura alcune statue e piccoli edifici, precedentemente ricoperti di sabbia, a causa della modificazione della linea costiera avvenuta per la violenza dello tsunami sono state riportate alla luce improvvisamente.

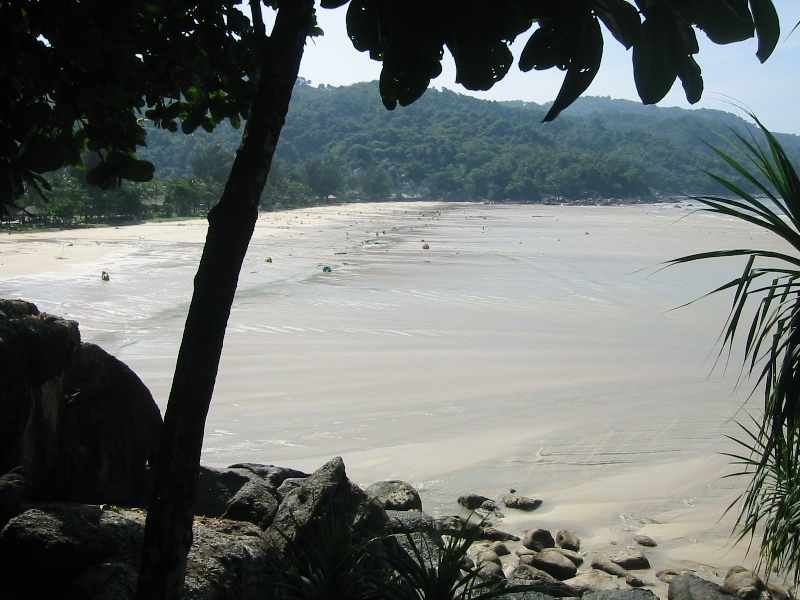
Un'immagine che mostra quanto si sono ritratte le acque dell'oceano in una spiaggia della Thailandia, subito prima dell'arrivo dell'onda dello tsunami

## Dopo lo tsunami
Queste inattese scoperte destarono l'interesse quasi immediato sia degli studiosi che della popolazione locale. Probabilmente il più famoso ritrovamento archeologico dovuto allo tsunami è quello della grande statua di un leone in posizione seduta: il cambiamento della linea costiera lo ha lasciato allo scoperto, dissepolto dalla sabbia, sulla spiaggia di Mahabalipuram. Gli archeologi lo hanno datato al VII secolo ed è subito diventato una meta obbligata per il turismo della regione.
Nell'aprile del 2005 un team di archeologi indiani, con l'aiuto dei mezzi della Bhāratīya Nāu Senā, la marina militare indiana, iniziò una ricerca ad ampio raggio al largo della costa di Mahabalipuram, utilizzando anche la tecnologia sonar. Essi scoprirono che le pietre che la gente disse di aver visto subito prima dello tsunami erano parte di un muro alto poco meno di due metri e lungo circa 70 metri. Durante queste ricerche vennero ritrovati anche due templi sommersi ed un tempio scavato nella roccia, tutti entro 500 metri di distanza dalla linea costiera. Benché ciò non sia assolutamente sufficiente a suffragare il mito delle sette pagode, è comunque possibile affermare che il sito religioso di Mahabalipuram era decisamente più ampio di quello che si pensava fino a pochissimi anni prima.
Gli studiosi coinvolti in questa ricerca dissero in un'intervista ad un giornale indiano che le esplorazioni sonar avevano permesso di realizzare una mappa abbastanza precisa delle mura interne ed esterne dei due templi sommersi, ma che era ancora troppo presto per poter speculare sulla loro possibile funzione o utilizzo. Dissero inoltre che, mettendo in relazione queste due strutture sommerse con il Tempio della spiaggia ed altre strutture minori, si ottiene un quadro molto somigliante all'unico dipinto di epoca Pallava che riporta l'antica disposizione del complesso delle Sette Pagode.
Lo tsunami ha lasciato allo scoperto anche una grande pietra con numerose iscrizioni, secondo le quali il sovrano Krishna III aveva pagato una forte somma per poter mantenere una fiamma eterna davanti ad un tempio. Gli archeologi hanno scavato nai pressi della pietra e ben presto si sono trovati davanti alla struttura di un ulteriore tempio di epoca Pallava. Nello stesso posto sono stati trovate anche numerose monete ed oggetti usati nelle antiche cerimonie indù. Durante gli scavi di questa struttura sono venute alla luce le fondamenta di un tempio tamil, risalente a circa 2.000 anni fa. La maggior parte degli studiosi che lavorano sul sito ritengono che in qualche momento compreso fra il periodo Sangam e il periodo Pallava uno tsunami abbia colpito duramente la regione, distruggendo il tempio più antico. Numerosi strati di conchiglie e di altri detriti sparsi su una vasta area sostengono questa teoria. Un altro tsunami, avvenuto nel XIII secolo, può poi essere la causa della distruzione dei templi di epoca Pallava. Prove a sostegno di questo evento catastrofico possono essere trovate lungo l'intera costa orientale dell'India.